# Télévision à New York
La télévision est l'un des principaux médias à New York comme dans le reste des États-Unis. New York est par ailleurs le siège des trois principales chaines privées nationales ainsi que de nombreuses stations de moindre importance.

## Historique
Lee De Forest fit breveter en 1907 l'Audition, un amplificateur, précurseur du tube cathodique. Grâce à cette invention, le Manhattan des années 1920 vit naître et se commercialiser le « crystal set », un poste à galène rudimentaire qui se vendait en kit et par correspondance. Une décennie plus tard, les New-yorkais assistaient aux débuts de la télévision. Aujourd'hui Manhattan est le siège des trois grands réseaux privés nationaux (ABC, CBS, NBC) et reçoit plus de 250 autres stations et chaînes câblées.

## Liste des stations distribués par antenne
- 2 : WCBS-TV (CBS)
- 4 : WNBC (NBC)
- 5 : WNYW (Fox)
- 7 : WABC-TV (ABC)
- 9 : WWOR-TV (MyNetworkTV)
- 11 : WPIX (The CW)
- 13 : WNET (PBS)
- 21 : WLIW (PBS)
- 25 : WNYE-TV (Éducation)
- 31 : WPXN-TV (Ion Television)

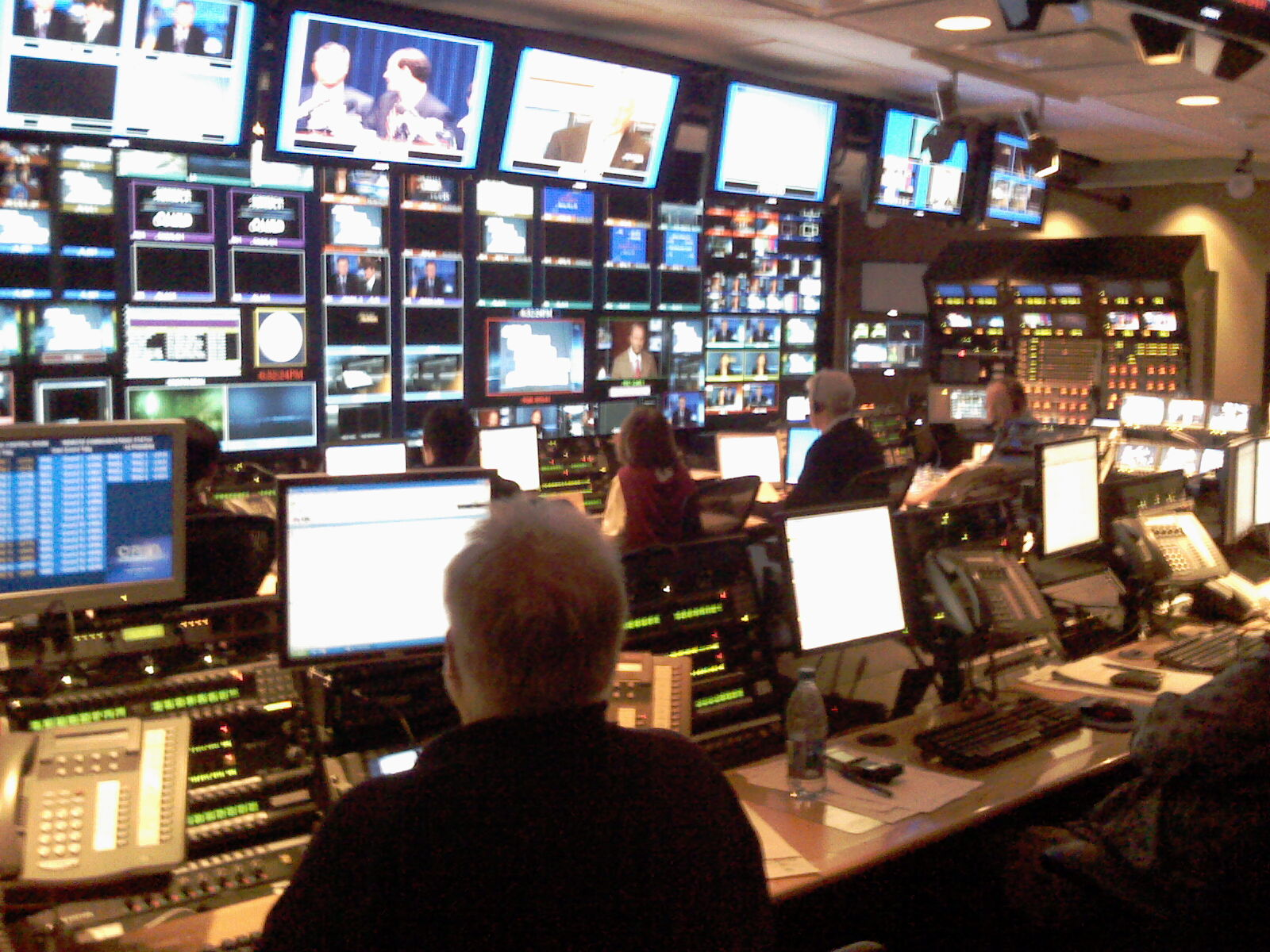
Studio de NBC à New York

- 34 : WPXO-LD (CV Network) (espagnol)
- 41 : WXTV-DT (Univision) (espagnol)
- 43 : WSAH (Indépendant)
- 47 : WNJU (Telemundo) (espagnol)
- 48 : WRNN-TV (Indépendant)
- 50 : WVVH-CA (America One)
- 55 : WLNY-TV (Indépendant)
- 68 : WFUT-DT (Telefutura) (espagnol)